# Relations entre la France et l'Organisation mondiale du commerce
Les relations entre la France et l'Organisation mondiale du commerce désignent les relations diplomatiques s'exerçant entre la République française, Etat principalement européen, et l'OMC, une organisation internationale régissant le commerce.

## Histoire
La France est un membre fondateur du GATT depuis 1947 et de l'OMC depuis 1995.

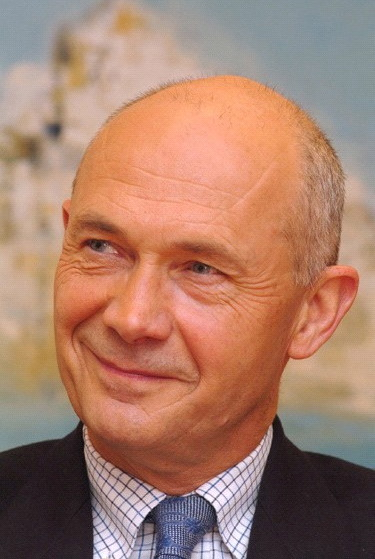
Pascal Lamy, directeur de l'OMC de 2005 à 2013.

De 2005 à 2013, Pascal Lamy, citoyen français, a occupé le poste de directeur général de l'OMC.

## Période contemporaine

### Culture
Le français est l'une des langues de travail de l'OMC, aux côtés de l'anglais et de l'espagnol.
Les principes libéraux qui animent l'OMC trouvent leur origine en France.

### Contentieux entre la France et d'autres pays devant l'OMC
- En 2003, à Cancun, la France s'oppose aux pays du tiers-monde qui souhaitent libéraliser le domaine de l'agriculture.
- L'exception culturelle.
- Divers différends entre Airbus et Boeing.

### La France et l'altermondialisme
La France est au cœur d'une nébuleuse d'associations altermondialistes (dont ATTAC). Ces groupes s'opposent à l'OMC, qui est perçue par eux comme le cheval de Troie du capitalisme néolibéral. En effet, les verdicts de l'OMC prévalent de facto sur ceux de l'OIT par exemple. 